# Phyllonorycter chionopa
Phyllonorycter chionopa är en fjärilsart som först beskrevs av Lajos Vári 1961.  Phyllonorycter chionopa ingår i släktet guldmalar, och familjen styltmalar.
Artens utbredningsområde är Namibia. Inga underarter finns listade i Catalogue of Life.